# Katherine Stanhope

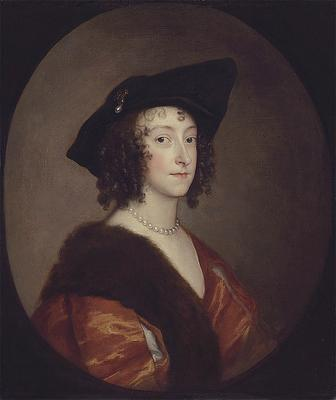
Portret (1636) van Katherine, Lady Stanhope, later Gravin van Chesterfield (1609 - 1667). Door Anthony van Dyck (1599-1641).
Hoewel Van Dyck verliefd was op Lady Katherine, schijnt hij zich zo onhoffelijk te hebben getoond om met haar over de prijs van dit schilderij te discussiëren (Granger 1769, vol. II, p. 430).

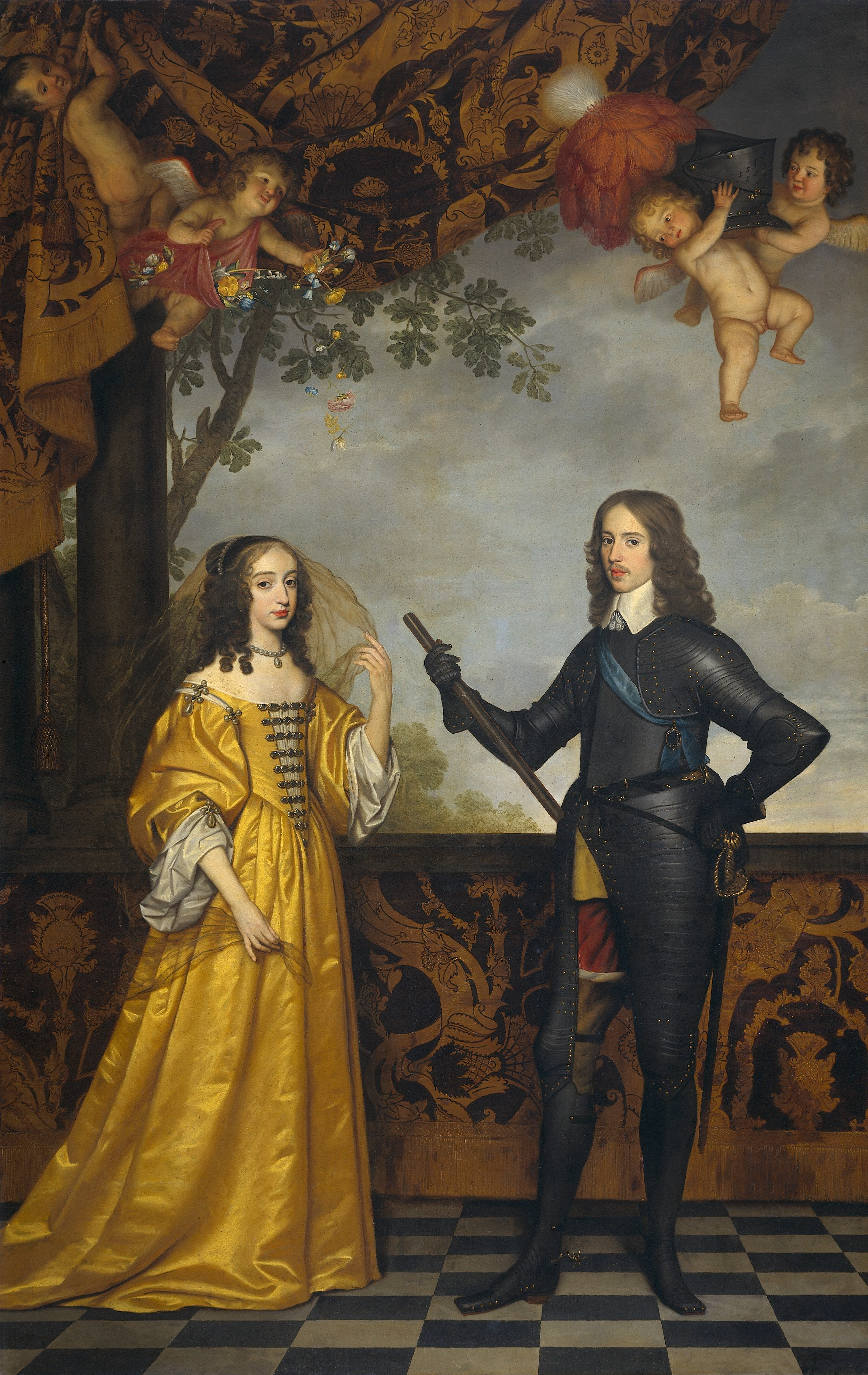
Stadhouder Willem II met zijn vrouw Maria Stuart in 1647, door Gerard van Honthorst (1592 - 1656)

Katherine Stanhope, gravin van Chesterfield (19 december 1609 – 9 april 1667, Belsize Park, Hampstead, Middlesex, Engeland) was de gouvernante en vertrouwelinge  van Mary Stuart (1631-1660), als oudste dochter van koning Karel I van Engeland Princess Royal van Engeland, en prinses van Oranje door haar huwelijk met Willem II van Oranje-Nassau.
Katherine Wotton, Lady Stanhope, was de oudste dochter van baron Thomas Wotton. Haar eerste huwelijk was met  Henry, Lord Stanhope in 1628. Met hem kreeg ze twee dochters, Mary en Catherine, en een zoon,  Philip,  die in 1656 de grafelijke titel (Earl of Chesterfield) zou erven van  zijn grootvader. Haar echtgenoot overleed in 1634.
Na diverse huwelijksaanzoeken van anderen trouwde zij in het voorjaar van 1641 met Johan van den Kerckhove genaamd Polyander, Heer van Heenvliet, ook wel Heenvliet genaamd, een van de diplomaten die de onderhandelingen voerden inzake het huwelijk van Willem II, prins van Oranje en de koningsdochter Mary, dochter van Charles I van Engeland. Toen het huwelijk tussen Willem en Mary in mei 1641 voltrokken was, volgde lady Katherine haar nieuwe echtgenoot Heenvliet naar Holland als gouvernante van de prinses. Later werd zij haar vertrouwelinge en raadgeefster.
Met Heenvliet (in Engeland: John Poliander Kirkoven) kreeg Katherine twee kinderen:
- Charles van der Kerckhove, graaf van Bellomont (1643-1683)
- Lady Amelie (Emilia, Emeline) Willemine van der Kerckhove (31 mei 1646-1663)

Tijdens de  Engelse Burgeroorlog stond Lady Stanhope aan de zijde van koning Charles I en de kroonprins Karel II van Engeland. Zij schijnt hen zowel politiek als financieel gesteund te hebben. Na de dood van Heenvliet in 1660 verleende Karel II haar de titel 'Gravin van Chesterfield'. Zij bleef prinses Mary dienen tot deze aan ziekte overleed op 24 december 1660. Daarna werd ze eerst hofdame van de hertogin van York, en in 1662 van  koningin Catherine van Engeland.
In hetzelfde jaar hertrouwde Lady Katherine met haar oude vriend kolonel Daniel O'Neill (in oudere Engelse spelling ook: O'Neale of Oneale), een rijke Ier, die het prachtige landgoed Belsize Park bij Hampstead in het graafschap Middlesex aanlegde, dat hij later aan zijn vrouw legateerde. O'Neill was eveneens een partijganger van de koning tijdens de burgeroorlog, en fungeerde na diens restauratie in 1660 als een van zijn kamerjonkers (Esquire of the Bed-chamber). Bij O'Neills dood in 1664 werd Lady Katherine's reeds aanzienlijke rijkdom nog vergroot doordat ze zijn monopolie verkreeg op het vervaardigen van buskruit voor de Kroon en ook O'Neill's ambt van Postmaster General erfde. Zij stierf in 1667 en werd begraven op het landgoed van haar vader.